# Kanaat van Derbent
Het kanaat van Derbent was een kanaat in de huidige Russische republiek Dagestan, die bestond van 1747 tot 1806. Het gebied strekte zich uit langs de kust van de Kaspische Zee en omvatte ook delen van het huidige Azerbeidzjan, tot Sumqayıt. De hoofdstad was Derbent.
Nadat het Russische Rijk tijdens de Russisch-Perzische Oorlog in 1722 Derbent op het Safawidische Perzië had veroverd, werd de stad in de Vrede van Sint-Petersburg van 1723 aan haar toegekend. Bij een overwinningsparade in Moskou werd Peter I de zilveren sleutels van de IJzeren Poort van Derbent overhandigd. In 1736 werd de stad door Rusland teruggegeven aan Perzië onder Nadir Sjah en nadat deze i 1747 stierf, werd om Derbent een onafhankelijk kanaat gecreëerd.
Tijdens een Russische campagne naar Perzië werd het in 1796 door een leger onder Valerian Zoebov ingenomen, maar vervolgens verlaten. In 1806 werd Derbent opnieuw veroverd en het kanaat door het Russische rijk geannexeerd, door Afsharidisch Perzië aanvaard in het Verdrag van Gulistan van 1813.